# Raïon de Marioupol
Le raïon de Marioupol (en ukrainien : Маріупольський район) est un raïon (district) dans l'oblast de Donetsk en Ukraine.

## Structure de 2020
Avec la réforme de 2020 son centre administratif est à Marioupol, il est formé de cinq sous parties :
- une communauté urbaine, la ville de Marioupol,
- trois communautés villageoises : Manhouch, Nikolske, Sartana,
- une communauté rurale : Kalchik.

## Lieux culturels
Théâtre d'art dramatique régional de Donetsk à Marioupol.

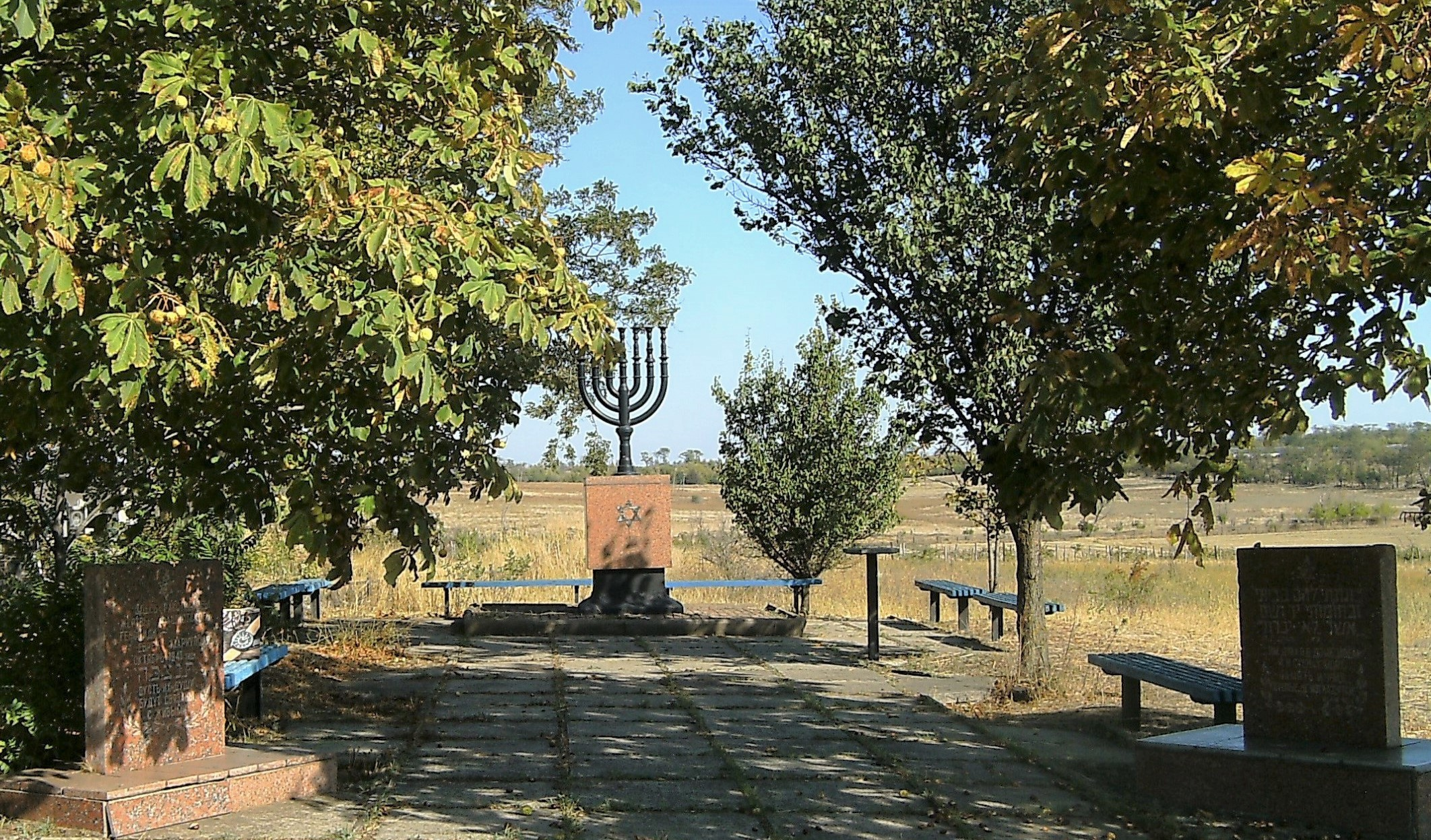
Menorah, classée[1],
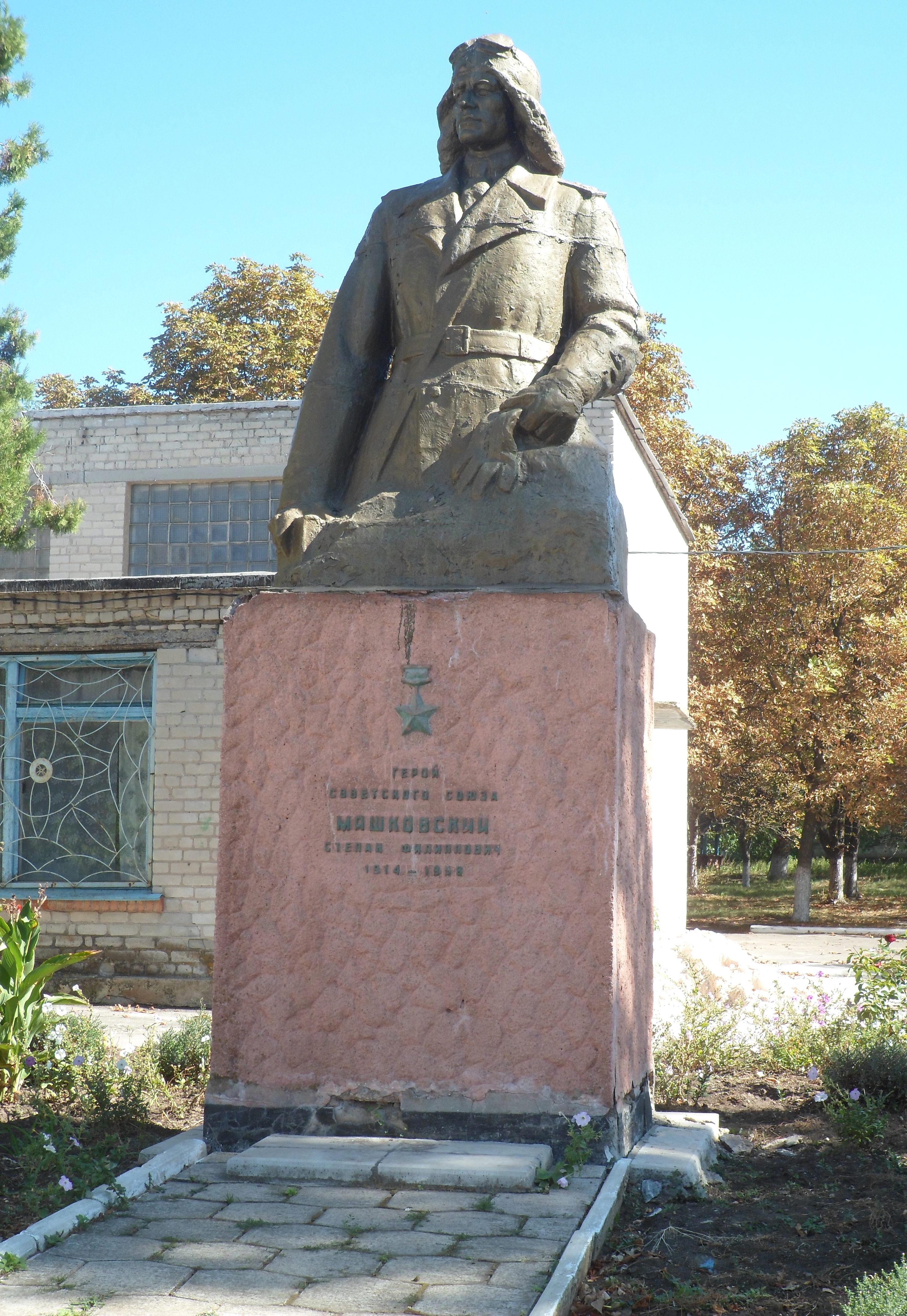
buste de Stepan Machkovskomi, classé[2] ;
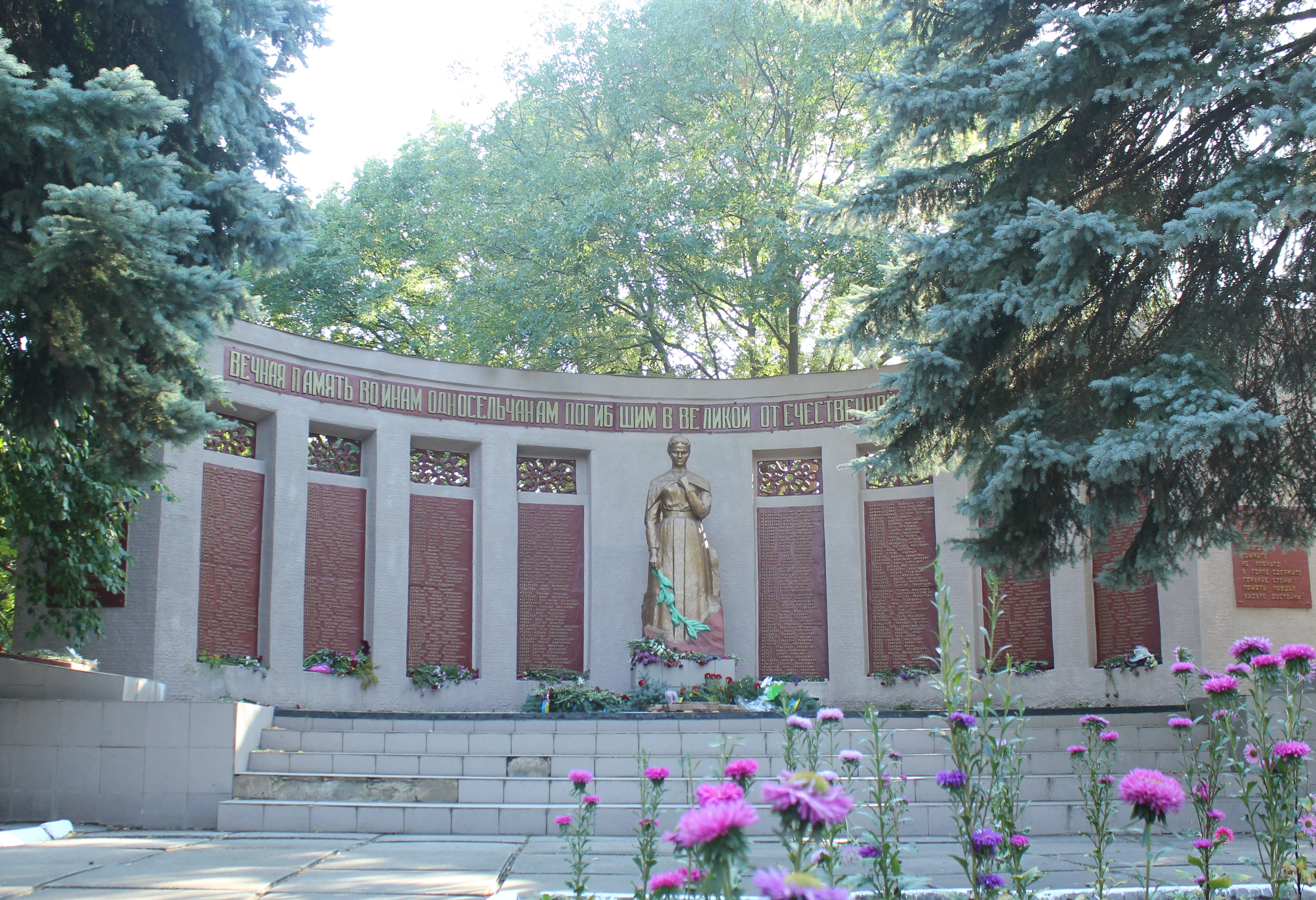
mémorial glorieux de Nikolske, classé[3],
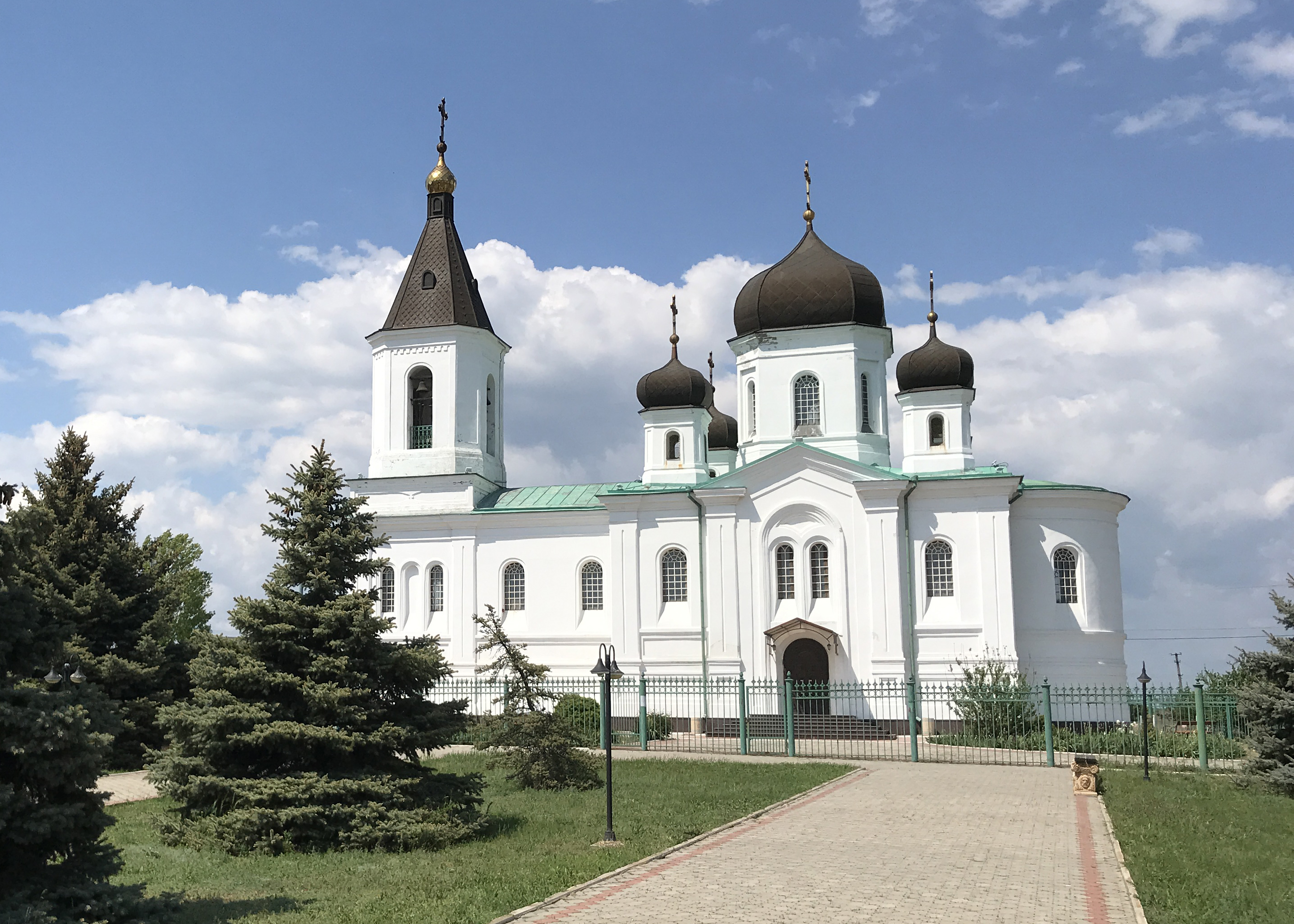
église st-Michel d'Ourzouf, classé[4],
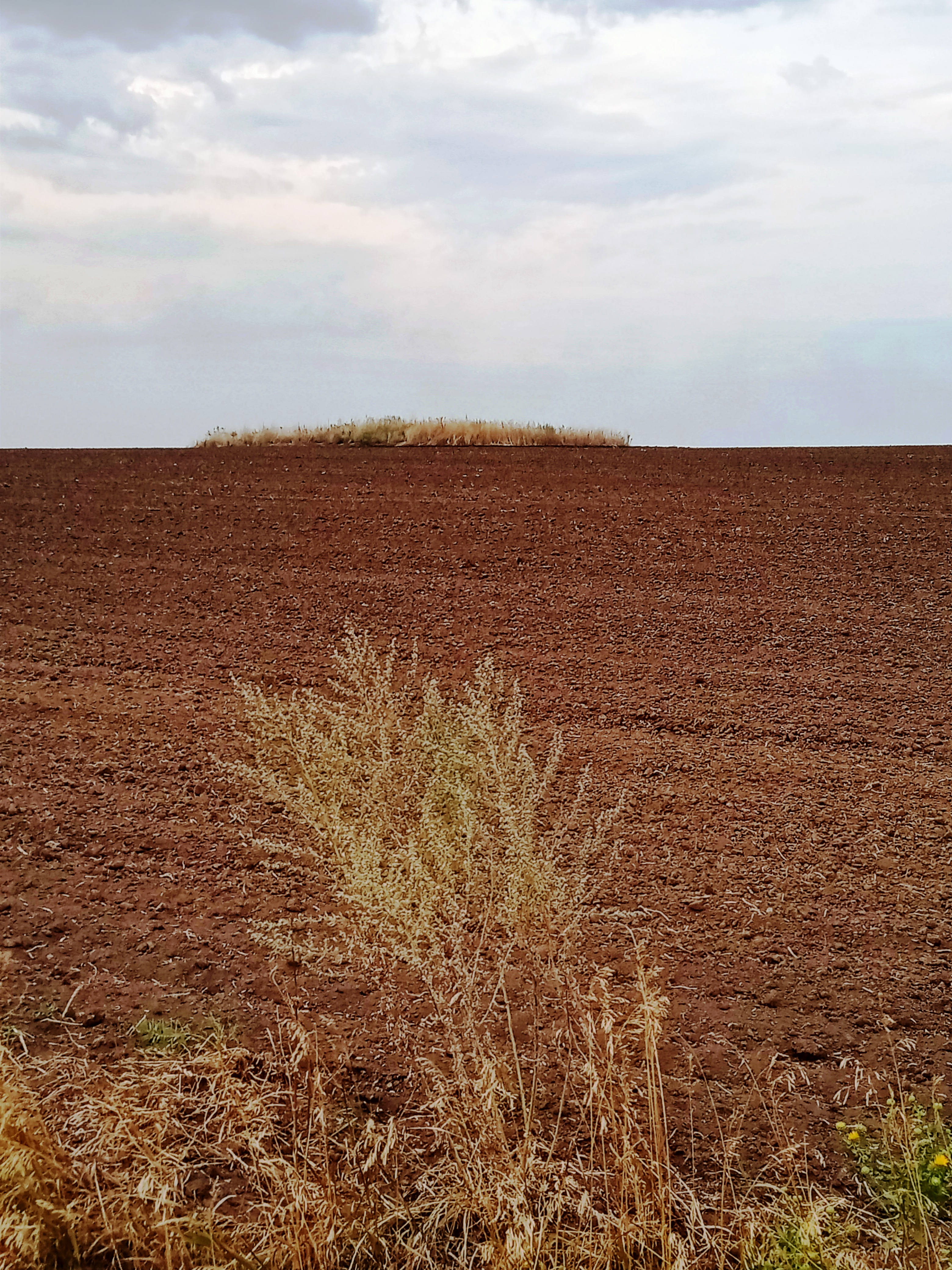
Kourgan, classé[5],
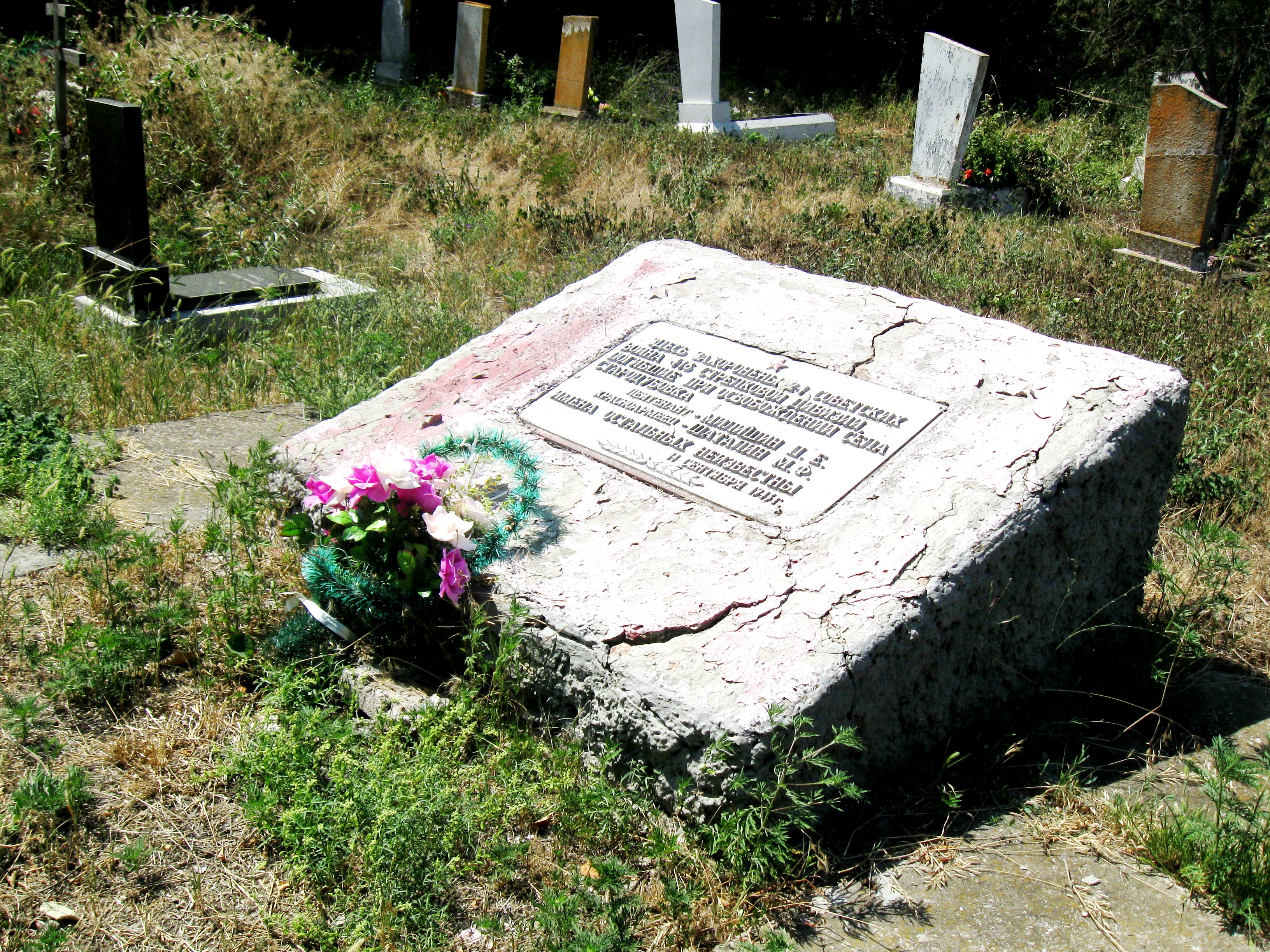
mémorial aux soldats soviétiques, 1943 de Starodoubovka, classé[6],
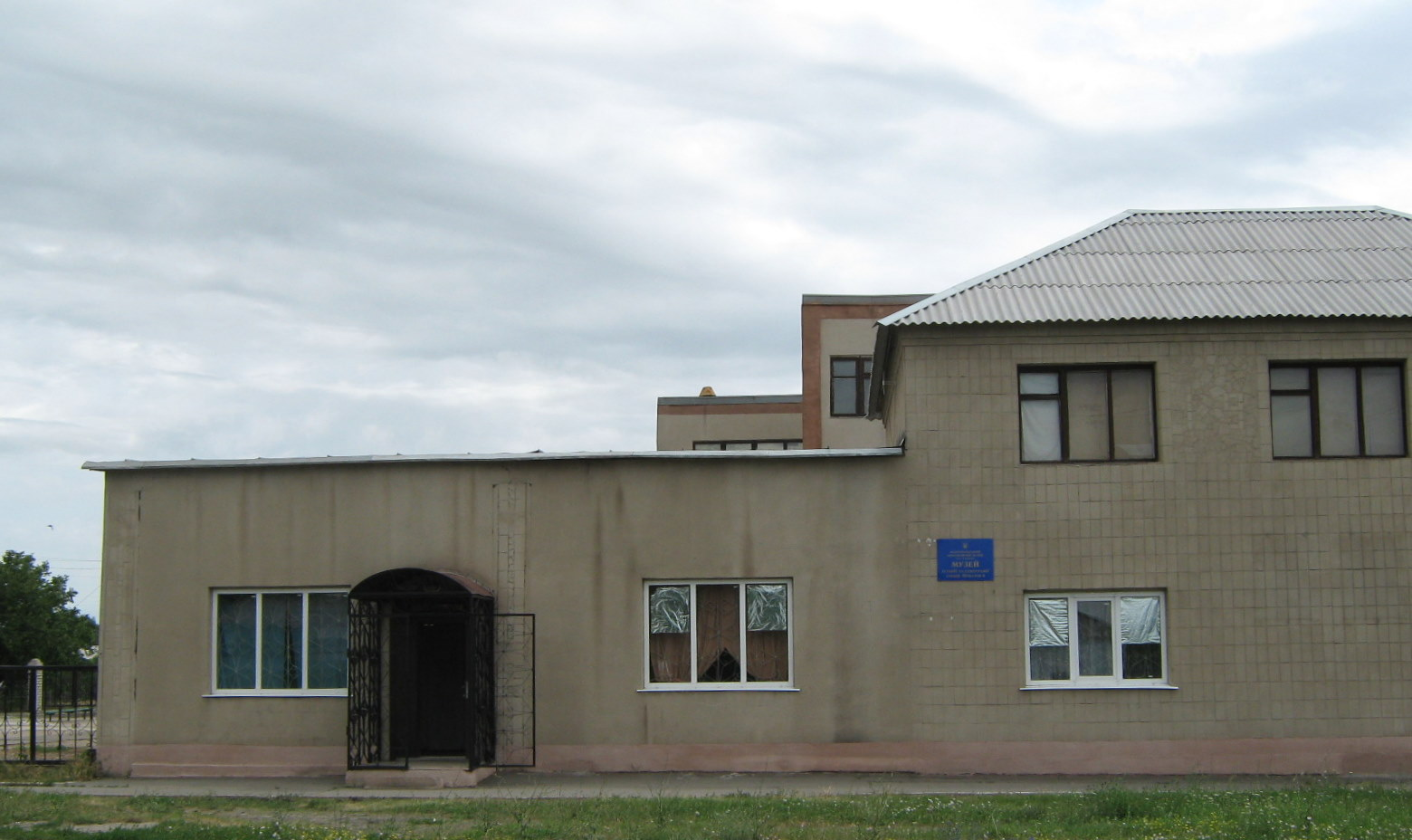
le musée de Priasovlia.